# 肝付兼両
肝付 兼両（きもつき かねふる）は、幕末の薩摩藩士。喜入肝付氏最後の（11代）当主。
小松帯刀の実兄。
喜入肝付氏は肝付氏12代・肝付兼忠の三男・兼光を祖とする庶流。

## 生涯
文政9年（1826年）、肝付兼善の長男として生まれる。天保6年（1835年）藩主・島津斉興の加冠で元服。弘化2年（1845年）父の隠居により家督相続。
嘉永7年（1854年）勝岡地頭職となる。安政5年（1858年）演武館掛となる。以後、勘定奉行、大目付、若年寄と藩要職を歴任。文久3年（1863年）薩英戦争の際には、桜島で横山、赤水、烏島の砲台を指揮した。
明治2年（1869年）、版籍奉還により代々領した喜入領を新政府に返上。明治17年（1884年）8月13日没。享年57。
家督は、長男・兼物が早世したため、兼睦が相続した。